# حسین محمدوف
حسین محمدوف (انگلیسی: Huseyn Mahammadov؛ زادهٔ ۲۲ اوت ۱۹۷۴) بازیکن فوتبال اهل جمهوری آذربایجان است.
از باشگاه‌هایی که در آن بازی کرده‌است می‌توان به باشگاه فوتبال شوالان، باشگاه فوتبال استاندارد سومقاییت، باشگاه فوتبال نفتچی باکو، باشگاه فوتبال توران توووز، باشگاه فوتبال ماشین‌سازی تبریز، باشگاه فوتبال کاروان، باشگاه فوتبال شمکر، و باشگاه فوتبال کپز اشاره کرد.
وی همچنین در تیم ملی فوتبال جمهوری آذربایجان بازی کرده‌است.